# Geißberg (Hahnenkamm)
Der Geißberg ist eine 589,1 m ü. NHN hohe, teils bewaldete Erhebung des Mittelgebirges Fränkische Alb im mittelfränkischen Landkreis Weißenburg-Gunzenhausen (Bayern).

## Geographie

### Lage
Der Geißberg liegt im Naturpark Altmühltal südöstlich von Auernheim, dem höchstgelegenen Ort Mittelfrankens, und nordwestlich von Hagenhof, beide Gemeindeteile von Treuchtlingen. Etwas südlich der teils bewaldeten Erhebung schließt sich das Gemeindegebiet von Polsingen mit dem Gemeindeteil Döckingen an. Auf dem Geißberg liegen Teile des Landschaftsschutzgebiets Schutzzone im Naturpark Altmühltal (CDDA-Nr. 396115; 1995 ausgewiesen; 1632,9606 km² groß).
Westlich liegen der Schmalenberg und der Schellenberg, nordnordwestlich der Ecklestein und jenseits davon der Gehäubichel. Über Letzteren leitet die Landschaft zum Höhenzug Hahnenkamm über.

### Naturräumliche Zuordnung
Der Geißberg gehört in der naturräumlichen Haupteinheitengruppe Fränkische Alb (Nr. 08), der Haupteinheit Südliche Frankenalb (082) und der Untereinheit Altmühlalb (082.2) zum Naturraum Hahnenkammalb (082.20).